# Aelbeke
Aelbeke,, ou Aalbeke (en néerlandais : Aalbeke) est une section de la ville belge de Courtrai située en Région flamande dans la province de Flandre-Occidentale. Jusqu'en 1977, c'était une commune à part entière. En picard, elle se nomme Ôbèke.

## Géographie
Aelbeke se trouve à 6 kilomètres au sud-ouest du centre-ville de Courtrai et est limitrophe de Marke, Rollegem, Mouscron (section de commune), Rekkem et Lauwe.

### Évolution démographique
Source : INS - Remarque : 1806 - 1970 = recensements ; 1976 = nombre d'habitants au 31 edécembre.

## Transports
L'échangeur d'Aelbeke, au croisement de la E17 et de la E403, se trouve à proximité du village.

## Toponymie
Aelbeke apparaît pour la première fois dans un document en 1136 sous le nom d'Albecca.

## Anciens bourgmestres d'Aelbeke
- Jacob van de Kerckhove (1679 - 1699)
- Willem de Schynckele (1699 - 1706)
- Joost Cannaert (1706 - 1717)
- Cornelius van den Bulcke (1717 - 1734)
- Noël de Praetere (1734 - 1740)
- Jan Lesaege (1748 - 1755)
- Pieter Cannaert (1755 - 1761)
- Jan van den Bulcke (1761 - 1763)
- Jan-Baptist de Kimpe (1763 - 1775)
- Pieter Cannaert (1775 - 1789)
- Antoon-Frans Lienaert (1789 - 1792)
- Jan de Kimpe (1792 - 1798)
- Pieter Lerouge (1798 - 1808)
- Jan-Baptist Cannaert (1808 - 1815)
- Jan-Jacob Cottignies (1815 - 1829)
- Joseph-Bernard Berton (1829 - 1842)
- Honoré Dufaux (1843 - 1852)
- Pieter-Jan Margo (1852 - 1857)
- Victor Pycke (1858 - 1868)
- Jean-Louis Mullier (1868 - 1895)
- Henri Bonte (1896 - 1931)
- Henri Castel (1931 - 1932)
- Edward Torreele (1933 - 1939)
- Alphons Ovaere (1942 - 1944)
- René Bonte (1944 - 1946)
- Georges Gheysen (1946)
- René Vanhoenackere (1947 - 1964)
- Georges Neirynck (1965 - 1976)

## Curiosités

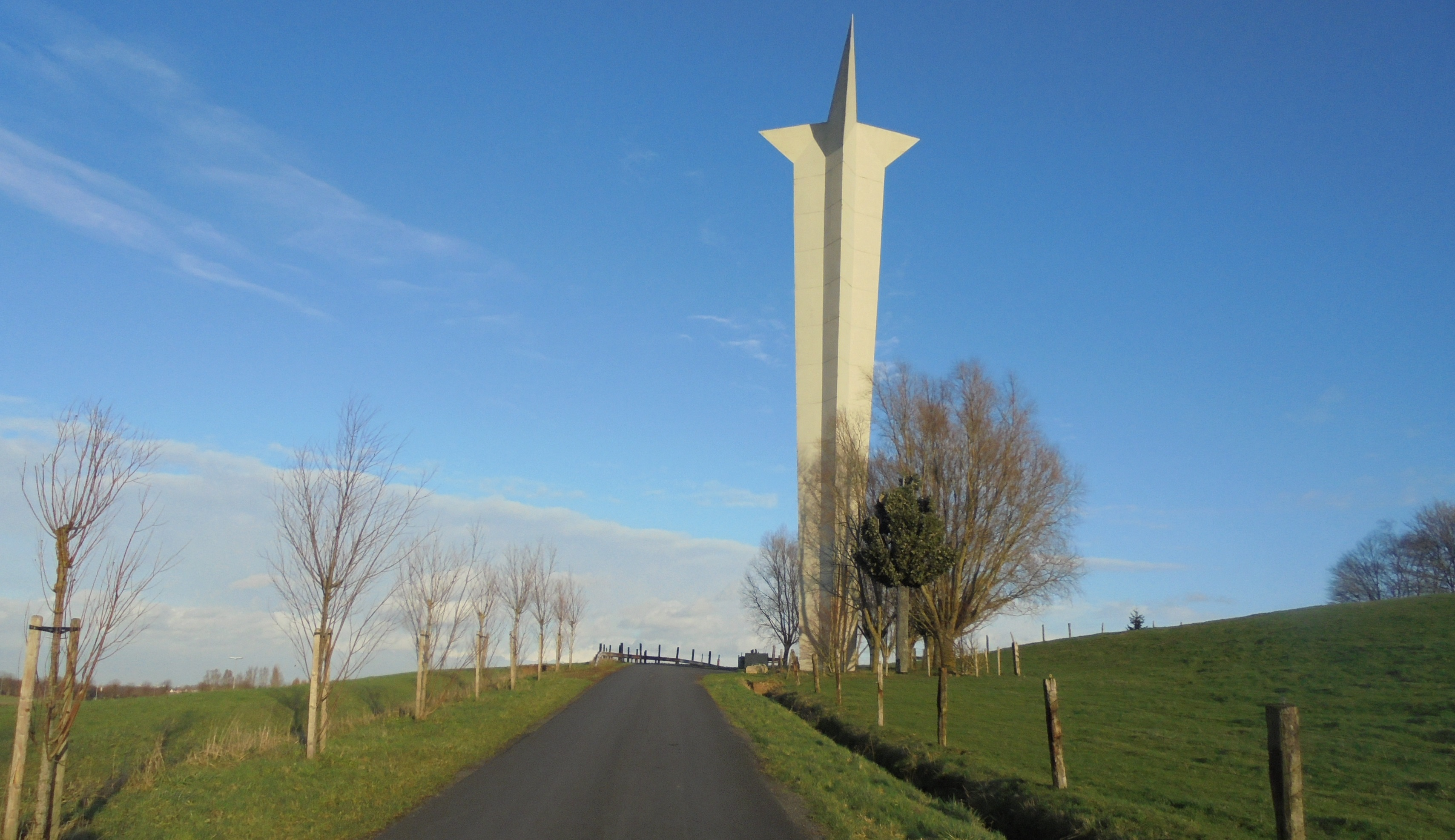
Le Signal d'Aalbeke de Jacques Moeschal

- Aelbeke offre de vastes panorama sur les vallées de la Lys et de l'Escaut ;
- les châteaux de Allart et Sterre, le Wit Kasteel ;
- le Hoogmolen, un moulin à vent en bois classé, datant de 1717 ;
- l'église Saint-Corneille (Sint-Cornelius Kerk), sur la place du village. Les reliques de saint Corneille font trois fois le tour de l'église lors d'une procession. Le nombre de participants est estimé à plus de mille. Chaque année, des centaines d'habitants du quartier écrivent pour entrer dans la confrérie de Saint Corneille.
- On trouve au bord de l'autoroute une œuvre d'art appelée Signal d'Aalbeke (« De Sjouwer ») réalisée par Jacques Moeschal, monument en béton de 35 m de haut.
- la chapelle (Wegkapelletje), classée au patrimoine immobilier flamand (Onroerend Erfgoed: ID: 60476)

## Galerie

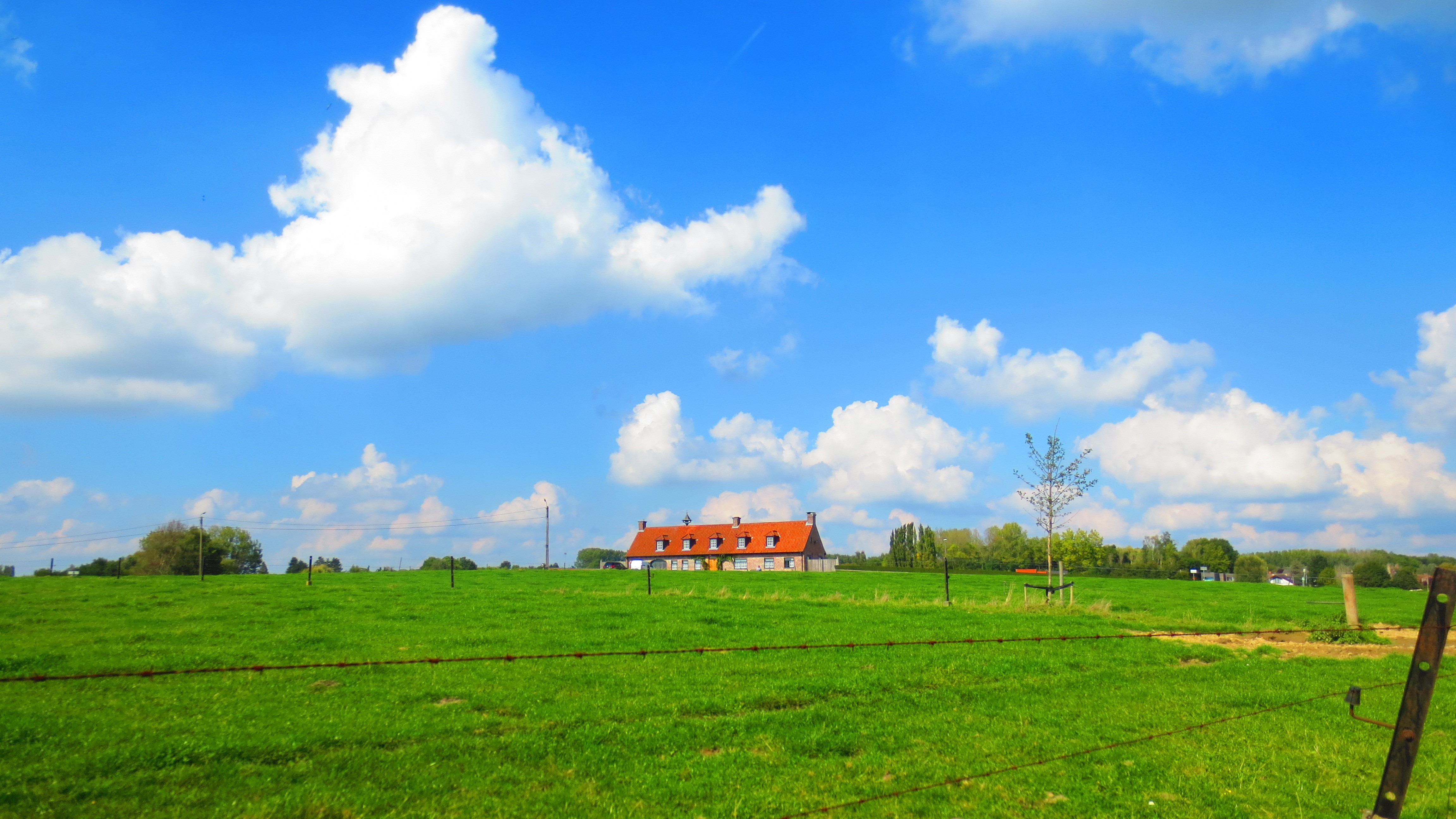
L'ancien village d'Aalbeke.
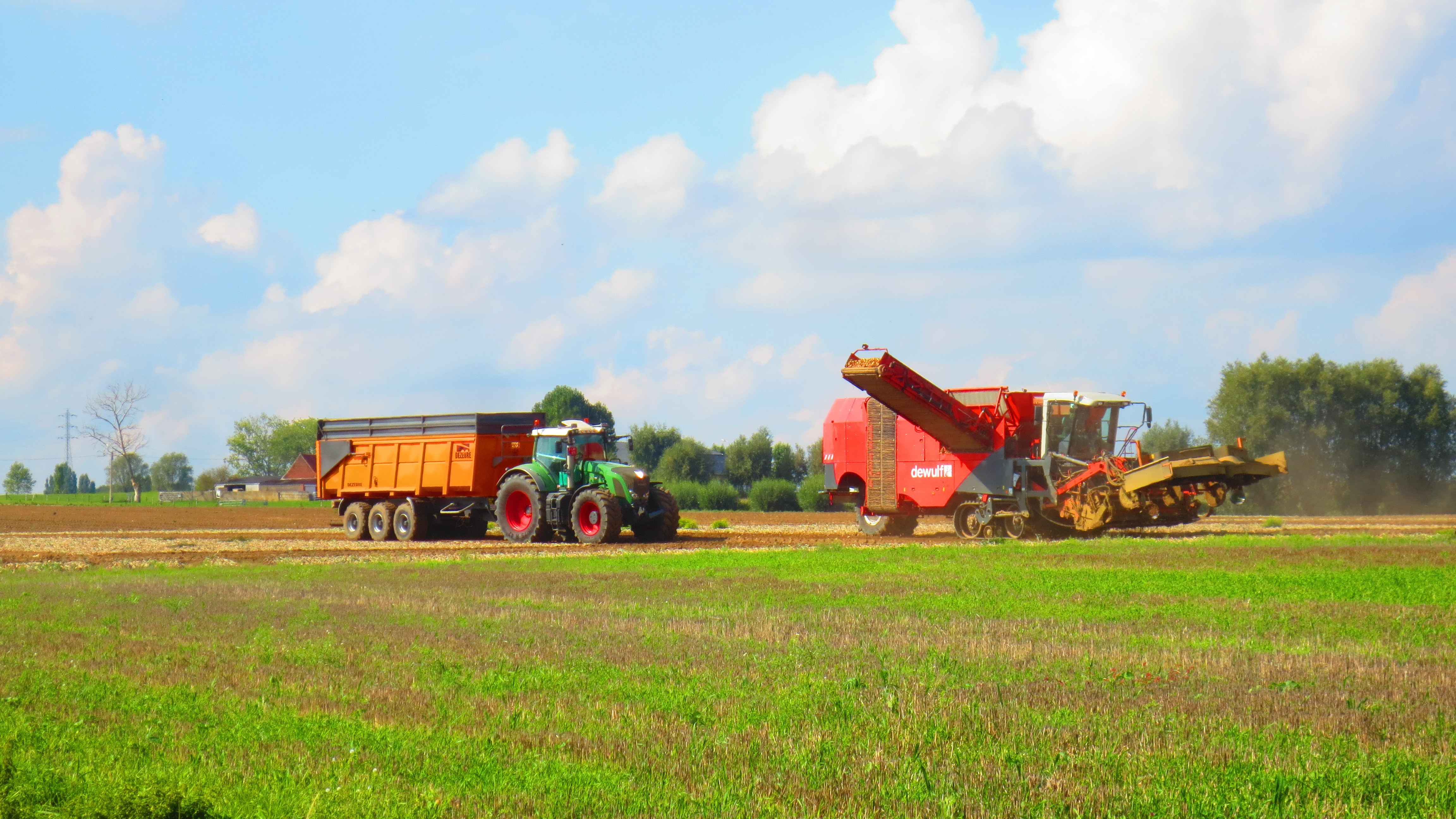
Vue panoramique de l'ancien village d'Aalbeke.
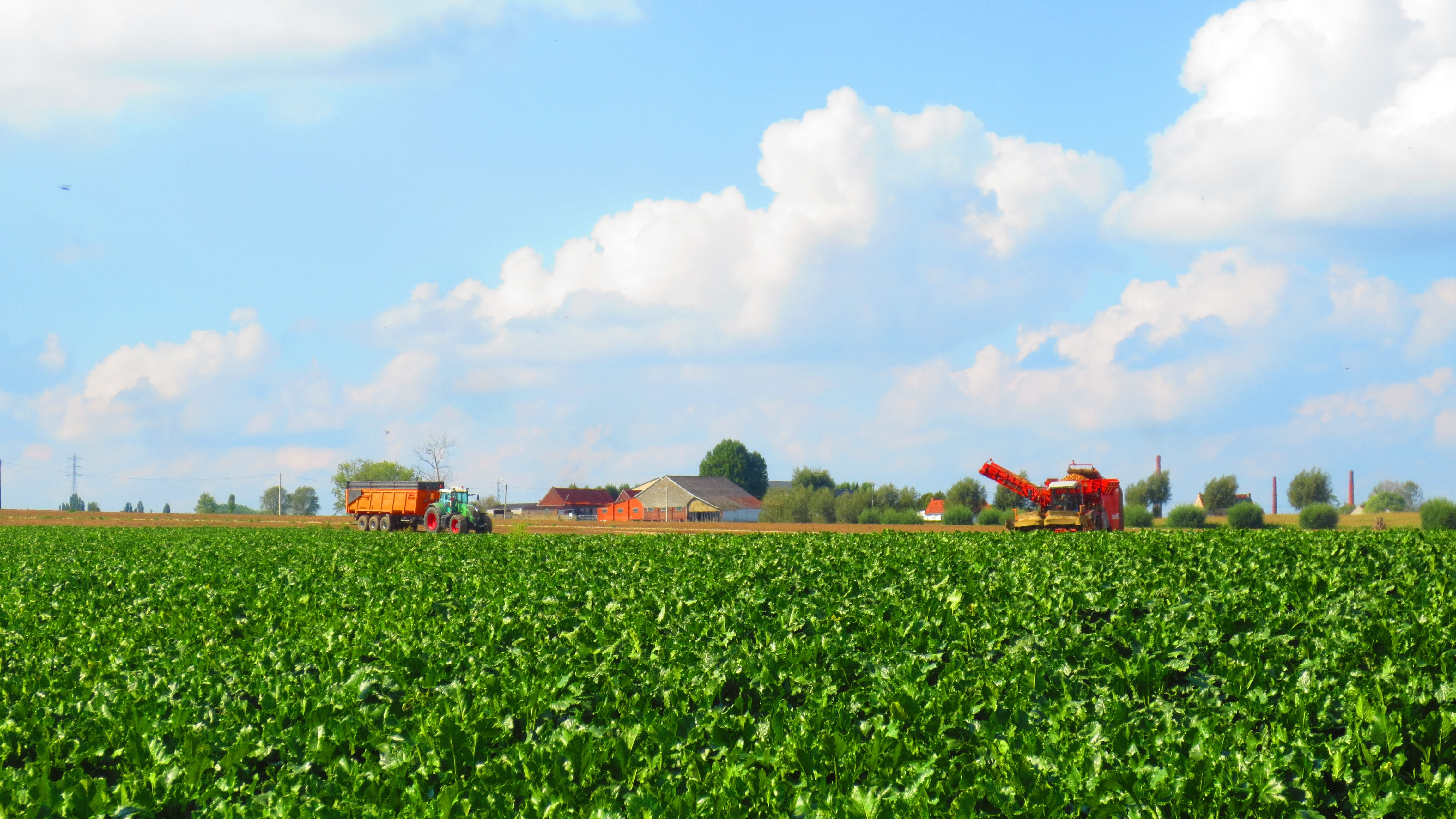
L'ancien village d'Aalbeke en été.
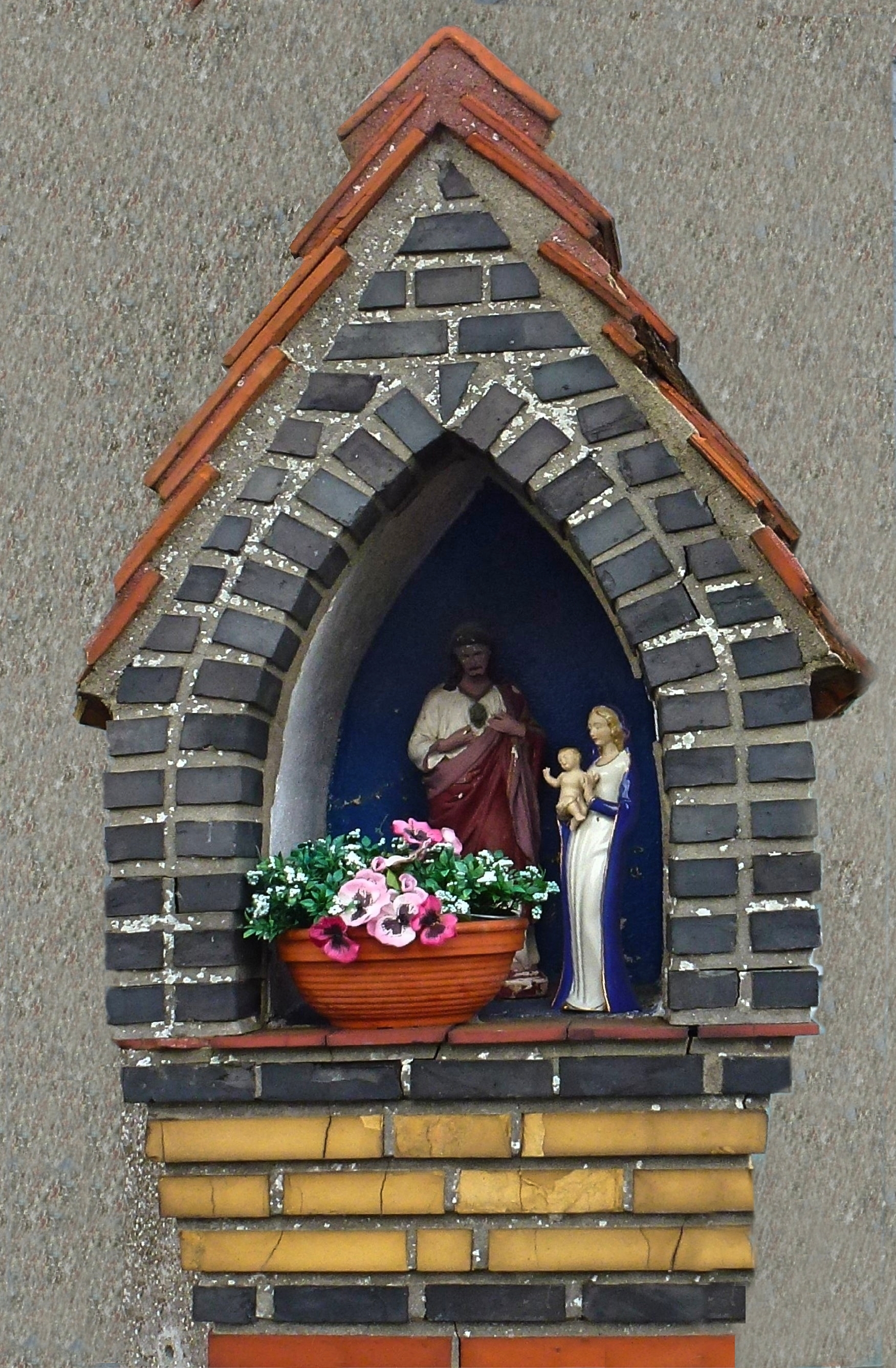
Chapelle classée, Rue de Luingne
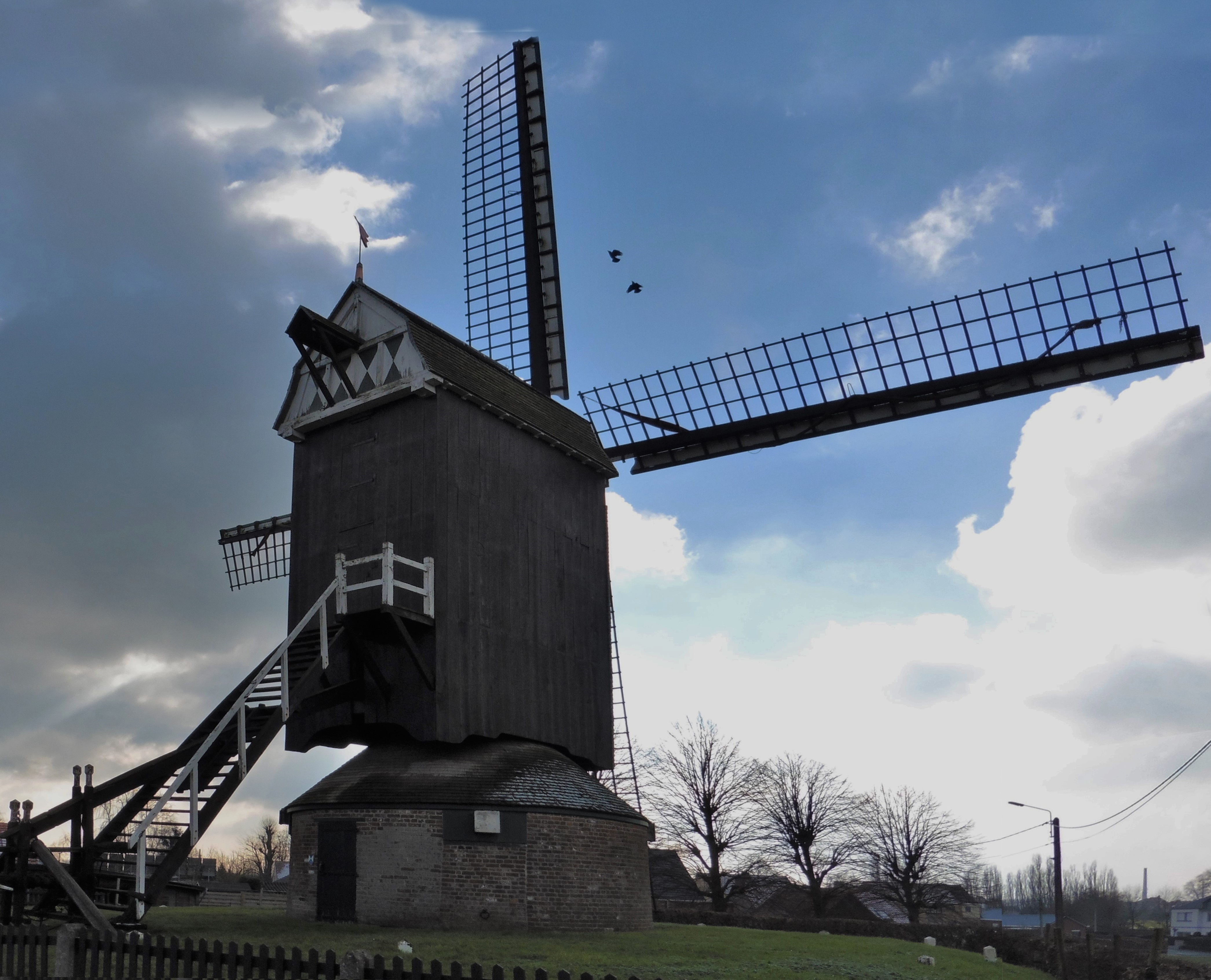
Hoogmolen